# Výpůjčka
Výpůjčka je typ závazku, který vznikne uzavřením smlouvy o výpůjčce nezuživatelné věci. V ní se obě strany dohodnou na tom, že vypůjčitel může po dohodnutou dobu bezplatně používat určitou konkrétní věc, která patří půjčiteli. Podstatným rysem výpůjčky je její bezplatnost, pokud by za vypůjčení věci bylo nutno platit, šlo by o její nájem nebo pacht. Právně je výpůjčka jako typová smlouva upravena v § 2193-2200 občanského zákoníku.
Půjčitel musí předat danou věc v takovém stavu, aby mohla být vypůjčitelem řádně užívána, a poskytne vypůjčiteli poučení o tom, jak věc užívat, ledaže jde o obecně známá pravidla. Vypůjčitel ji pak musí užívat v souladu se smlouvou, resp. způsobem přiměřeným věci, pokud způsob užívání nebyl ujednán. Nesmí ji přenechat jinému, ledaže se na tom s půjčitelem dohodl. Nese také obvyklé náklady spojené s užíváním věci.
Vrátit ji musí po uplynutí doby, na kterou byla výpůjčka sjednána, resp. tehdy, když danou věc už nepotřebuje. Půjčitel ale může požadovat vrácení věci ještě dříve, pokud ji vypůjčitel užívá v rozporu s uzavřenou smlouvou.